# Ingenico
Ingenico (o Ingenico Group SA) è un'azienda multinazionale francese operante nel settore dei pagamenti elettronici.
Essa è stata creata nel 1980, nel 1984 lancia il primo terminale di pagamento per carte a banda magnetica e chip e nel 1985 è stata quotata alla borsa di Parigi.
Nel 2014, Ingenico diventa Ingenico Group con tre marchi commerciali: Ingenico Smart Terminals, Ingenico Payment Services e Ingenico Mobile Solutions; nel 2015, è creata Ingenico ePayments per combinare GlobalCollet (acquisita nel 2014) e Ogone (nel 2013). Nel dicembre 2017, Ingenico ha acquisito Airlink per espandere la sua portata asiatica. Nell'agosto 2019, Ingenico Group ha collaborato con IKEA per facilitare i pagamenti digitali sulla piattaforma di e-commerce del rivenditore in India.
Nel febbraio 2020, la società di servizi finanziari Worldline ha annunciato l'acquisizione di Ingenico.

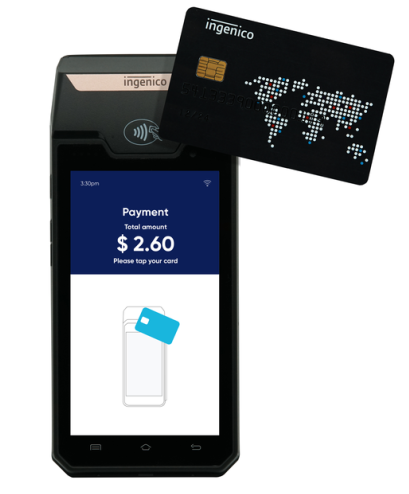
Ingenico AXIUM DX4000